# Salicaceae
Salicaceae Mirb. (nome aceito)  dá nome a uma Família de plantas inseridas no grupo das Eudicotiledôneas dentro das Angiospermas . Esse grupo está dentro da Ordem Malpighiales, interna à Classe Magnoliopsida. O gênero modelo mais conhecido dos aproximados 56 gêneros totais é Salix sp., o Salgueiro .  
Os indivíduos do grupo possuem forma arbórea ou arbustiva que não costumam ultrapassar a altura de 40 metros . São cosmopolitas, estando distribuídos de regiões árticas à regiões tropicais de forma ampla .

## Sinonímia
Flacourtiaceae Rich. ex DC .

## Mitologia
Na mitologia grega, há um mito de que Hélio, o Deus do Sol, possuía 3 filhas, as Helíades, que seriam as deusas secundárias. Elas teriam um possível irmão, Faéton, que ao tentar conduzir a carruagem de seu pai, perdeu o controle dos cavalos e acabou morrendo despencando das alturas . 
Então as Helíades entraram num luto por cinco meses, e os deuses transformaram-nas em choupos e suas lágrimas em âmbar. Tal choupo ou álamo, é uma árvore da família Salicaceae, presente nas florestas boreais e em regiões temperadas ao longo de rios .

## Gêneros Nativos e Espécies
Abatia
Abatia americana (Gardner) Eichler 
Abatia angeliana M.H.Alford 
Abatia glabra Sleumer 
Abatia microphylla Taub.
Azara
Azara uruguayensis (Speg.) Sleumer 
Banara
Banara arguta Briq. 
Banara axilliflora Sleumer 
Banara brasiliensis (Schott) Benth. 
Banara guianensis Aubl. 
Banara nitida Spruce ex Benth. 
Banara parviflor (A.Gray) Benth. 
Banara serrata (Vell.) Warb. 
Banara tomentosa Clos
Banara rinitatis Sleumer 
Casearia
Casearia aculeata Jacq. 
Casearia acuminata DC.
Casearia altiplanensis Sleumer   
Casearia arborea (Rich.) Urb. 
Casearia bahiensis Sleumer 
Casearia catharinensis Sleumer
Casearia combaymensis Tul. 
Casearia commersoniana Cambess. 
Casearia cotticensis Uittien
Casearia decandra Jacq. 
Casearia duckeana Sleumer 
Casearia eichleriana Sleumer 
Casearia espiritosantensis R. Marquete et Mansano  
Casearia fasciculata (Ruiz & Pav.) Sleumer 
Casearia gossypiosperma Briq. 
Casearia grandiflora Cambess. 
Casearia guianensis (Aubl.) Urb. 
Casearia hirsuta Sw. 
Casearia javitensis Kunth  
Casearia lasiophylla Eichler 
Casearia luetzelburgii Sleumer 
Casearia manausensis Sleumer 
Casearia mariquitensis  Kunth 
Casearia melliodora Eichler 
Casearia mestrensis Sleumer  
Casearia murceana R. Marquete & Mansano 
Casearia neblinae Sleumer  
Casearia negrensis Eichler 
Casearia obliqua Spreng. 
Casearia oblongifolia Cambess. 
Casearia obovalis Poepp. ex Griseb. 
Casearia paranaensis Sleumer 
Casearia pauciflora Cambess 
Casearia pitumba Sleumer 
Casearia resinifera Spruce ex Eichler  
Casearia rufescens Cambess. 
Casearia rupestris Eichler 
Casearia rusbyana Briq. 
Casearia selloana Eichler 
Casearia sessiliflora Cambess.
Casearia souzae R. Marquete & Mansano 
Casearia spinescens (Sw.) Griseb.
Casearia spruceana Benth. ex Eichler
Casearia sylvestris Sw.
Casearia tenuipilosa Sleumer 
Casearia uleana Sleumer 
Casearia ulmifolia Vahl ex Vent. 
Casearia zizyphoides Kunth 
Euceraea
Euceraea nitida Mart. 
Hasseltia
Hasseltia floribunda  Kunth 
Hecatostemon
Hecatostemon completus (Jacq.) Sleumer 
Homalium
Homalium guianense (Aubl.) Oken 
Homalium racemosum Jacq. 
Laetia
Laetia americana L. 
Laetia coriacea Spruce ex Benth. 
Laetia corymbulosa Spruce ex Benth. 
Laetia cupulata Spruce ex Benth. 
Laetia procera (Poepp.) Eichler
Laetia suaveolens  (Poepp.) Benth. 
Lunania
Lunania parviflora Spruce ex Benth. 
Macrothumia
Macrothumia kuhlmannii (Sleumer) M.H.Alford 
Neoptychocarpus
Neoptychocarpus apodanthus (Kuhlm.) Buchheim  
Neoptychocarpus killipii (Monach.) Buchheim 
Pleuranthodendron      
Pleuranthodendron lindenii (Turcz.) Sleumer
Prockia
Prockia crucis P.Browne ex L. 
Ryania
Ryania angustifolia (Turcz.) Monach. 
Ryania canescens Eichler 
Ryania mansoana Eichler 
Ryania pyrifera (Rich.) Sleumer 
Ryania riedeliana Eichler 
Ryania speciosa Vahl 
Ryania spruceana Monach. 
Salix
Salix humboldtiana Willd. 
Salix martiana Leyb. 
Tetrathylacium
Tetrathylacium macrophyllum Poepp. 
xylosma
Xylosma benthamii (Tul.) Triana & Planch. 
Xylosma ciliatifolia (Clos) Eichler 
Xylosma glaberrima Sleumer 
Xylosma intermedia (Seem.) Triana & Planch. 
Xylosma prockia (Turcz.) Turcz. 
Xylosma pseudosalzmanii  Sleumer 
Xylosma tessmannii  Sleumer 
Xylosma tweediana  (Clos) Eichler
Xylosma velutina  (Tul.) Triana & Planch. 
Xylosma venosa N.E.Br.

## Ecologia
A polinização ocorre pelo vento ou por auxílio de insetos  dependendo do tipo da flor da espécie. Por exemplo, em flores reduzidas a polinização ocorre pelo vento, enquanto em alguns casos pode haver a atuação de insetos não especializados atraídos por recursos nectaríferos e aromáticos .  
A dispersão de táxons constituídos de frutos em drupas, bagas ou cápsulas é feita por aves ou mamíferos. Alguns gêneros são dispersos pelo vento, pois apresentam cápsulas que liberam sementes aladas que são facilmente levadas pelo vento .

## Distribuição fitogeográfica no Brasil
Regiões e Estados de ocorrência no Brasil
-   Norte (Acre, Amazonas, Amapá, Pará, Rondônia, Roraima, Tocantins); 
-   Nordeste (Alagoas, Bahia, Ceará, Maranhão, Paraíba, Pernambuco, Piauí, 
Rio Grande do Norte, Sergipe);
-   Centro-Oeste (Distrito Federal, Goiás, Mato Grosso do Sul, Mato Grosso);
-   Sudeste (Espírito Santo, Minas Gerais, Rio de Janeiro, São Paulo);
-   Sul (Paraná, Rio Grande do Sul, Santa Catarina) .
Possíveis ocorrências
-   Norte (Tocantins); 
Sudeste (Espírito Santo) .
Domínios Fitogeográficos no Brasil
Amazônia, Caatinga, Cerrado, Mata Atlântica, Pampa, Pantanal .
Tipos Vegetacionais
Caatinga (stricto sensu), Campinarana, Campo de Altitude, Campo de Várzea, Campo Rupestre, Cerrado (lato sensu), Floresta Ciliar ou Galeria, Floresta de Igapó, Floresta de Terra Firme, Floresta de Várzea, Floresta Estacional Decidual, Floresta Estacional Semidecidual, Floresta Ombrófila (= Floresta Pluvial), Floresta Ombrófila Mista, Restinga, Savana Amazônica, Vegetação Sobre Afloramentos Rochosos .

## Morfologia Geral
São árvores ou arbustos dioicos, com folhas simples alternas com estípulas persistentes, decíduas ou ausentes . Podem ou não possuir a borda do limbo serrilhada (denteada), com nervuras alcançando o ápice do dente e associadas às setas glandular e esférica . As inflorescências são variáveis, em amentos ou flores solitárias, axilares ou terminais. As flores podem ser bissexuais ou unissexuais (hermafroditas ou dioicos) , submetidas por uma bráctea pilosa (Salix e Populus) . As sépalas sendo livres, levemente conatas ou vestigiais; estames numerosos, livres ou conatos, e anteras bitecas. Os ovários são geralmente súperos (sobre os receptáculos), com placentação axial ou parietal . 
Esse grupo, em sua maioria possui copa larga com ramos flexíveis (Chorão) ou copa estreita e ramos menos flexíveis . Os frutos são deiscentes, em forma de baga, sâmara ou cápsula. Podem ser secos ou carnosos com inúmeras sementes cilíndricas com endosperma escasso ou ausente .

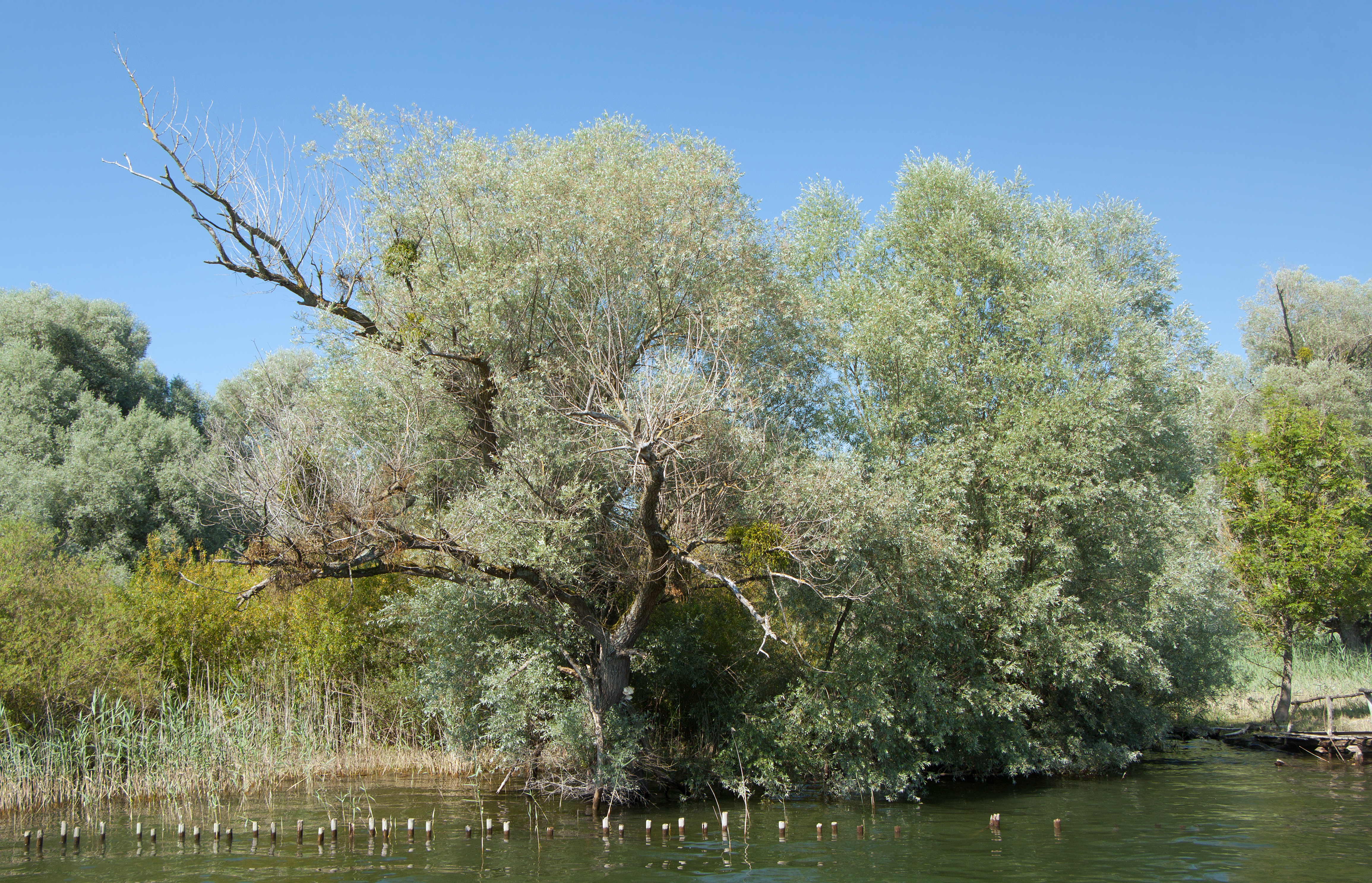
Indivíduo da espécie Salix alba, inserida na família Salicaceae.

## Fisiologia e Fitoquímica
Os organismos pertencentes ao gênero Salicaceae possuem o metabolismo do tipo C3 e seus açúcares são transportados como sacarose . Apresentam heterosídeos fenólicos (salicilina, populina), sem a presença de glicosídeos e cianogênicos e normalmente com taninos .

## Relações Filogenéticas
Antigamente a família Salicaceae era descrita como “Flacourtiaceae” que incluia numerosos gêneros, com e sem compostos cianogênicos, como Salix, Populus e Gynocardia. A partir de análises filogenéticas de sequências rbcl foi possível sustentar a monofilia de Salicaceae, com sua única sinapomorfia: dentes foliares salicoides que ocasionalmente evoluíram formando folhas inteiras . 
Os gêneros Salix e Populus compartilham muitas características como a presença de salicina, flores apopétalas e ausência de compostos cianogênicos. Em função disso, são aproximados na filogenia (grupos irmãos), formando um clado que foi inserido em Salicaceae . 
Em contrapartida, a característica cianogênica agrupou alguns gêneros em um único clado dentro de Malpighiales, a família Achariaceae. Os indivíduos desse grupo não possuem disco nectarífero e apresentam o maior número de pétalas em relação ao número de sépalas, além de apresentarem anteras lineares .

### Sinapomorfia
Possuem uma única sinapomorfia morfológica, a presença de dentes foliares salicoides bem característicos, ausentes em Casearia .

## Importância Econômica
A família Salicaceae possui diversos usos, porém pouco valorizados economicamente . 
Os gêneros Populus, Casearia e Macrohasseltia como possuem um crescimento rápido, são ótimos para a indústria madeireira, fornecendo madeira e polpa de madeira. Eventualmente são cultivados como plantas ornamentais e usados em móveis de vime . 
Já o gênero Salix, possui seu caule como fonte de ácido salicílico, precursor da aspirina . Dentre algumas espécies como Flacourtia e Dovyalis, São cultivadas pelos de seus frutos comestíveis . Tanto o Salix como o Populus são fontes potenciais de biocombustíveis. Já o gênero Ryania possuem compostos tóxicos usados em venenos e inseticidas . Também possuem papel fundamental na prevenção da erosão e biorremediação do solo, sendo plantadas ao longo de cursos de rios 